# Urca, Rio de Janeiro
Urca este un cartier (bairro) din Rio de Janeiro, Brazilia. Se află în zona de sud a orașului, între cartierele Copacabana și Botafogo. Formează o peninsulă care se extinde până la Golful Guanabara. Este un cartier de oameni din clasa de mijloc, rezidențial, liniștit și sigur.
Include Pão de Açúcar („pâine din zahăr”), cea de-a doua mai vizitată atracție turistică din Rio, Plaja Vermelha și Fortul São João.